# Wimbledon-mesterskabet i damedouble 2015
Wimbledon-mesterskabet i damedouble 2015 var den 93. damedoubleturnering ved Wimbledon-mesterskaberne i tennis. Mesterskabet blev vundet af det førsteseedede par bestående af Martina Hingis fra Schweiz og Sania Mirza fra Indien, som dermed vandt deres første Wimbledon-titel i damedouble som par. Sejren var Mirzas første grand slam-titel i damedouble og fjerde grand slam-titel i alt i karrieren – de øvrige tre var opnået i mixed double. Det var til gengæld tredje gang, at Hingis vandt Wimbledon-mesterskabet i damedouble, idet hun tidligere havde vundet titlen i 1996 og 1998 sammen med henholdsvis Helena Suková og Jana Novotná, og det var hendes fjerde Wimbledon-titel i alt i karrieren, eftersom hun fra tidligere også havde en titel i damesingle. Det var endvidere hendes 10. grand slam-titel i damedouble, men den første siden hendes comeback i 2013, og den 17. grand slam-titel i alt i hendes karriere.
I finalen besejrede det indisk-schweiziske par det rent russiske par Jekaterina Makarova og Jelena Vesnina, der var seedet som nr. 2, med 5-7, 7-6 (7-4), 7-5 i en af de bedste damedoublefinaler i Wimbledon-historien. Makarova og Vesnina var foran med 5-2 i tredje sæt, inden Hingis og Mirza afgjorde kampen ved at vinde de sidste fem partier i træk. Ved stillingen 5-5 blev kampen afbrudt på grund af mørke, og de sidste to partier blev først spillet efter at taget var rullet ud over Centre Court. Den var andet gang, at det russiske par misbrugte en 5-2-føring i afgørende sæt i en grand slam-finale, idet det også skete for konstellationen ved Australian Open 2014.
Makarova var i Wimbledon-finalen i damedouble for første gang, mens Vesnina én gang tidligere – i 2010 – havde været i finalen, hvor hun sammen med Vera Zvonarjova ligeledes tabte.
Sara Errani og Roberta Vinci var forsvarende mestre, men Errani valgte at afstå fra at forsvare sin titel. Vinci spillede i stedet sammen med Karin Knapp, og det italienske par tabte i tredje runde til Casey Dellacqua og Jaroslava Sjvedova.

## Præmier
Den samlede præmiesum i damedoubleturneringen androg £ 1.540.000 ekskl. per diem, hvilket var en stigning på 5,0 % i forhold til året før.
| Vinder            | £ 340.000 | £ 340.000   | +4,6 % |
| Finalist          | £ 170.000 | £ 170.000   | +4,3 % |
| Semifinalister    | £ 85.000  | £ 170.000   | +4,3 % |
| Kvartfinalister   | £ 43.000  | £ 172.000   | +4,9 % |
| Tabere i 3. runde | £ 22.500  | £ 180,000   | +4,7 % |
| Tabere i 2. runde | £ 13.750  | £ 220.000   | +5,8 % |
| Tabere i 1. runde | £ 9.000   | £ 288.000   | +5,9 % |
| Samlet præmiesum  |           | £ 1.540.000 | +5,0 % |

## Hovedturnering

### Spillere
Hovedturneringen havde deltagelse af 64 par. Heraf havde 57 par kvalificeret sig i kraft af deres ranglisteplacering, fire par havde spillet sig gennem kvalifikationen (Q), mens tre par havde modtaget et wildcard (WC).

### Resultater

#### Kvartfinaler, semifinaler og finale
| Martina Hingis |
| Sania Mirza    |

| Casey Dellacqua    |
| Jaroslava Sjvedova |

| Martina Hingis |
| Sania Mirza    |

| Bethanie Mattek-Sands |
| Lucie Šafářová        |

| Raquel Kops-Jones |
| Abigail Spears    |

| Raquel Kops-Jones |
| Abigail Spears    |

| Martina Hingis |
| Sania Mirza    |

| Hsieh Su-Wei    |
| Flavia Pennetta |

| Jekaterina Makarova |
| Jelena Vesnina      |

| Tímea Babos         |
| Kristina Mladenovic |

| Tímea Babos         |
| Kristina Mladenovic |

| Cara Black   |
| Lisa Raymond |

| Jekaterina Makarova |
| Jelena Vesnina      |

| Jekaterina Makarova |
| Jelena Vesnina      |

#### Første til tredje runde
| Martina Hingis |
| Sania Mirza    |

| Zarina Diyas |
| Zheng Saisai |

| Martina Hingis |
| Sania Mirza    |

| Klaudia Jans-Ignacik |
| Andreja Klepač       |

| Kimiko Date-Krumm   |
| Francesca Schiavone |

| Kimiko Date-Krumm   |
| Francesca Schiavone |

| Martina Hingis |
| Sania Mirza    |

| Bojana Jovanovski |
| Nadiia Kitjenok   |

| Anabel Medina Garrigues |
| Arantxa Parra Santonja  |

| Marina Erakovic |
| Heather Watson  |

| Marina Erakovic |
| Heather Watson  |

| Jelizaveta Kulitjkova |
| Jevgenija Rodina      |

| Anabel Medina Garrigues |
| Arantxa Parra Santonja  |

| Anabel Medina Garrigues |
| Arantxa Parra Santonja  |

| Casey Dellacqua    |
| Jaroslava Sjvedova |

| Gabriela Dabrowski |
| Alicja Rosolska    |

| Casey Dellacqua    |
| Jaroslava Sjvedova |

| Daniela Hantuchová |
| Samantha Stosur    |

| Daniela Hantuchová |
| Samantha Stosur    |

| Janette Husárová |
| Paula Kania      |

| Casey Dellacqua    |
| Jaroslava Sjvedova |

| Karin Knapp   |
| Roberta Vinci |

| Karin Knapp   |
| Roberta Vinci |

| Chan Chin-Wei   |
| Nicole Melichar |

| Karin Knapp   |
| Roberta Vinci |

| Alizé Cornet      |
| Aleksandra Krunić |

| Andrea Hlaváčková |
| Lucie Hradecká    |

| Andrea Hlaváčková |
| Lucie Hradecká    |

| Bethanie Mattek-Sands |
| Lucie Šafářová        |

| Naomi Broady       |
| Emily Webley-Smith |

| Bethanie Mattek-Sands |
| Lucie Šafářová        |

| Jana Čepelová   |
| Stefanie Vögele |

| Jocelyn Rae |
| Anna Smith  |

| Jocelyn Rae |
| Anna Smith  |

| Bethanie Mattek-Sands |
| Lucie Šafářová        |

| Varvara Lepchenko |
| Christina McHale  |

| Jarmila Gajdošová |
| Ajla Tomljanović  |

| Lara Arruabarrena  |
| Irina-Camelia Begu |

| Lara Arruabarrena  |
| Irina-Camelia Begu |

| Jarmila Gajdošová |
| Ajla Tomljanović  |

| Jarmila Gajdošová |
| Ajla Tomljanović  |

| Chan Yung-Jan |
| Zheng Jie     |

| Misaki Doi     |
| Stephanie Vogt |

| Johanna Konta |
| Maria Sanchez |

| Johanna Konta |
| Maria Sanchez |

| Julia Görges    |
| Carina Witthöft |

| Chan Hao-Ching      |
| Alison Van Uytvanck |

| Chan Hao-Ching      |
| Alison Van Uytvanck |

| Chan Hao-Ching      |
| Alison Van Uytvanck |

| Darija Jurak |
| Ana Konjuh   |

| Raquel Kops-Jones |
| Abigail Spears    |

| Jelena Janković      |
| Mirjana Lučić-Baroni |

| Darija Jurak |
| Ana Konjuh   |

| Kiki Bertens |
| Alison Riske |

| Raquel Kops-Jones |
| Abigail Spears    |

| Raquel Kops-Jones |
| Abigail Spears    |

| Hsieh Su-Wei    |
| Flavia Pennetta |

| Elena Bogdan |
| Simona Halep |

| Hsieh Su-Wei    |
| Flavia Pennetta |

| Margarita Gasparjan |
| Aleksandra Panova   |

| Margarita Gasparjan |
| Aleksandra Panova   |

| Ysaline Bonaventure |
| Katalin Marosi      |

| Hsieh Su-Wei    |
| Flavia Pennetta |

| Anna-Lena Grönefeld |
| Coco Vandeweghe     |

| Anna-Lena Grönefeld |
| Coco Vandeweghe     |

| Madison Brengle |
| Tatjana Maria   |

| Anna-Lena Grönefeld |
| Coco Vandeweghe     |

| Tereza Smitková |
| Xu Yifan        |

| Caroline Garcia    |
| Katarina Srebotnik |

| Caroline Garcia    |
| Katarina Srebotnik |

| Michaëlla Krajicek |
| Barbora Strýcová   |

| Shuko Aoyama    |
| Renata Voráčová |

| Michaëlla Krajicek |
| Barbora Strýcová   |

| Vera Dusjevina        |
| M.J. Martínez Sánchez |

| Vera Dusjevina        |
| M.J. Martínez Sánchez |

| Klára Koukalová    |
| Tsvetana Pironkova |

| Michaëlla Krajicek |
| Barbora Strýcová   |

| Karolína Plíšková |
| Kristýna Plíšková |

| Tímea Babos         |
| Kristina Mladenovic |

| Monica Niculescu |
| Olga Savtjuk     |

| Monica Niculescu |
| Olga Savtjuk     |

| Magda Linette |
| Mandy Minella |

| Tímea Babos         |
| Kristina Mladenovic |

| Tímea Babos         |
| Kristina Mladenovic |

| Garbiñe Muguruza     |
| Carla Suárez Navarro |

| Alexandra Dulgheru    |
| Sílvia Soler Espinosa |

| Garbiñe Muguruza     |
| Carla Suárez Navarro |

| Cara Black   |
| Lisa Raymond |

| Cara Black   |
| Lisa Raymond |

| Johanna Larsson |
| Petra Martić    |

| Cara Black   |
| Lisa Raymond |

| Liang Chen   |
| Raluca Olaru |

| Alla Kudrjavtseva |
| A. Pavljutjenkova |

| Belinda Bencic     |
| Kateřina Siniaková |

| Belinda Bencic     |
| Kateřina Siniaková |

| Andrea Petkovic      |
| Magdaléna Rybáriková |

| Alla Kudrjavtseva |
| A. Pavljutjenkova |

| Alla Kudrjavtseva |
| A. Pavljutjenkova |

| Anastasia Rodionova |
| Arina Rodionova     |

| Irina Falconi   |
| Daria Gavrilova |

| Anastasia Rodionova |
| Arina Rodionova     |

| Timea Bacsinszky |
| Chuang Chia-jung |

| Mona Barthel      |
| Ljudmyla Kitjenok |

| Mona Barthel      |
| Ljudmyla Kitjenok |

| Mona Barthel      |
| Ljudmyla Kitjenok |

| Lauren Davis |
| Kurumi Nara  |

| Jekaterina Makarova |
| Jelena Vesnina      |

| Wang Yafan   |
| Zhang Kailin |

| Lauren Davis |
| Kurumi Nara  |

| Madison Keys |
| Laura Robson |

| Jekaterina Makarova |
| Jelena Vesnina      |

| Jekaterina Makarova |
| Jelena Vesnina      |

## Kvalifikation

### Spillere
Kvalifikationen havde deltagelse af 16 par, der spillede om fire ledige pladser i hovedturneringen. Heraf havde 14 par kvalificeret sig i kraft af deres ranglisteplacering, mens to par havde modtaget et wildcard (WC).

### Resultater
| Oksana Kalasjnikova |
| Laura Siegemund     |

| Misaki Doi     |
| Stephanie Vogt |

| Misaki Doi     |
| Stephanie Vogt |

| Elizaveta Kulitjkova |
| Jevgenija Rodina     |

| Elizaveta Kulitjkova |
| Jevgenija Rodina     |

| Han Xinyun     |
| Junri Namigata |

| Johanna Larsson |
| Petra Martić    |

| Tara Moore    |
| Nicola Slater |

| Johanna Larsson |
| Petra Martić    |

| Annika Beck        |
| Anna-Lena Friedsam |

| Annika Beck        |
| Anna-Lena Friedsam |

| Julija Bejgelzimer |
| Anna Tatishvili    |

| Chan Chin-Wei   |
| Nicole Melichar |

| Danka Kovinić   |
| Teliana Pereira |

| Chan Chin-Wei   |
| Nicole Melichar |

| Nicole Gibbs |
| Eva Hrdinová |

| Wang Yafan   |
| Zhang Kailin |

| Wang Yafan   |
| Zhang Kailin |

| Magda Linette |
| Mandy Minella |

| Harriet Dart |
| Katy Dunne   |

| Magda Linette |
| Mandy Minella |

| Jana Čepelová   |
| Stefanie Vögele |

| Jana Čepelová   |
| Stefanie Vögele |

| Barbora Krejčíková |
| Shahar Pe'er       |